# Пикенс (округ, Джорджия)
Пи́кенс (англ. Pickens County) — округ штата Джорджия, США. Население округа на 2000 год составляло 22 983 человек. Административный центр округа — город Джаспер.

## История
Округ Пикенс основан в 1853 году.

## География
Округ занимает площадь 600.9 км2.

## Демография
Согласно Бюро переписи населения США, в округе Пикенс в 2000 году проживало 22 983 человек. Плотность населения составляла 38.2 человек на квадратный километр.